# Bowl Championship Series
Bowl Championship Series (BCS) – seria pięciu meczów w futbolu akademickim, tak zwanych bowl games. Drużyny, które zajmowały dwa pierwsze miejsca w rankingu (ustalanym przez trenerów, dziennikarzy sportowych i według komputerowej analizy wyników), grały w BCS National Championship Game o akademickie mistrzostwo Stanów Zjednoczonych. W 2015 roku system ten zastąpiono systemem College Football Playoff.

## Uczestnicy
Każda z uczestniczących drużyn otrzymuje od 17 do 18 milionów dolarów na finansowanie programów sportowych swoich uczelni. Drużyny grające w BCS National Championship Game ponad 21 milionów. Do BCS automatycznie kwalifikują się mistrzowie sześciu najsilniejszych konferencji w NCAA Division I Football Bowl Subdivision, tak zwanych BCS Conferences.
- Atlantic Coast Conference (Orange Bowl)
- Big 12 Conference (Fiesta Bowl)
- Big East Conference (nie przydzielony do żadnego specjalnego meczu)
- Big Ten Conference (Rose Bowl)
- Pacific-12 Conference (Rose Bowl)
- Southeastern Conference (Sugar Bowl)

Pozostałych czterech uczestników wyłania się w rankingach spośród reszty konferencji.

## Mecze BCS
| Nazwa                          | Wypłacana suma | Rozgrywany od | Miasto                 | Stadion                       |
| ------------------------------ | -------------- | ------------- | ---------------------- | ----------------------------- |
| Fiesta Bowl                    | 17 mln USD     | 1971          | Glendale, Arizona      | University of Phoenix Stadium |
| Orange Bowl                    | 18 mln USD     | 1934          | Miami Gardens, Floryda | Hard Rock Stadium             |
| Rose Bowl Game                 | 18 mln USD     | 1901          | Pasadena, Kalifornia   | Rose Bowl                     |
| Sugar Bowl                     | 17 mln USD     | 1934          | Nowy Orlean            | Mercedes-Benz Superdome       |
| BCS National Championship Game | 21 mln USD     | 2006          | system rotacyjny       | system rotacyjny              |